# Чистець болотяний
{{#ifeq:0|0|{{#if:|{{#if:Stachyspalustris|[[]}}|}}}}
Чистець болотяний, чистець болотний (Stachys palustris) — багаторічна трав'яниста рослина родини губоцвітих.

## Загальна біоморфологічна характеристика

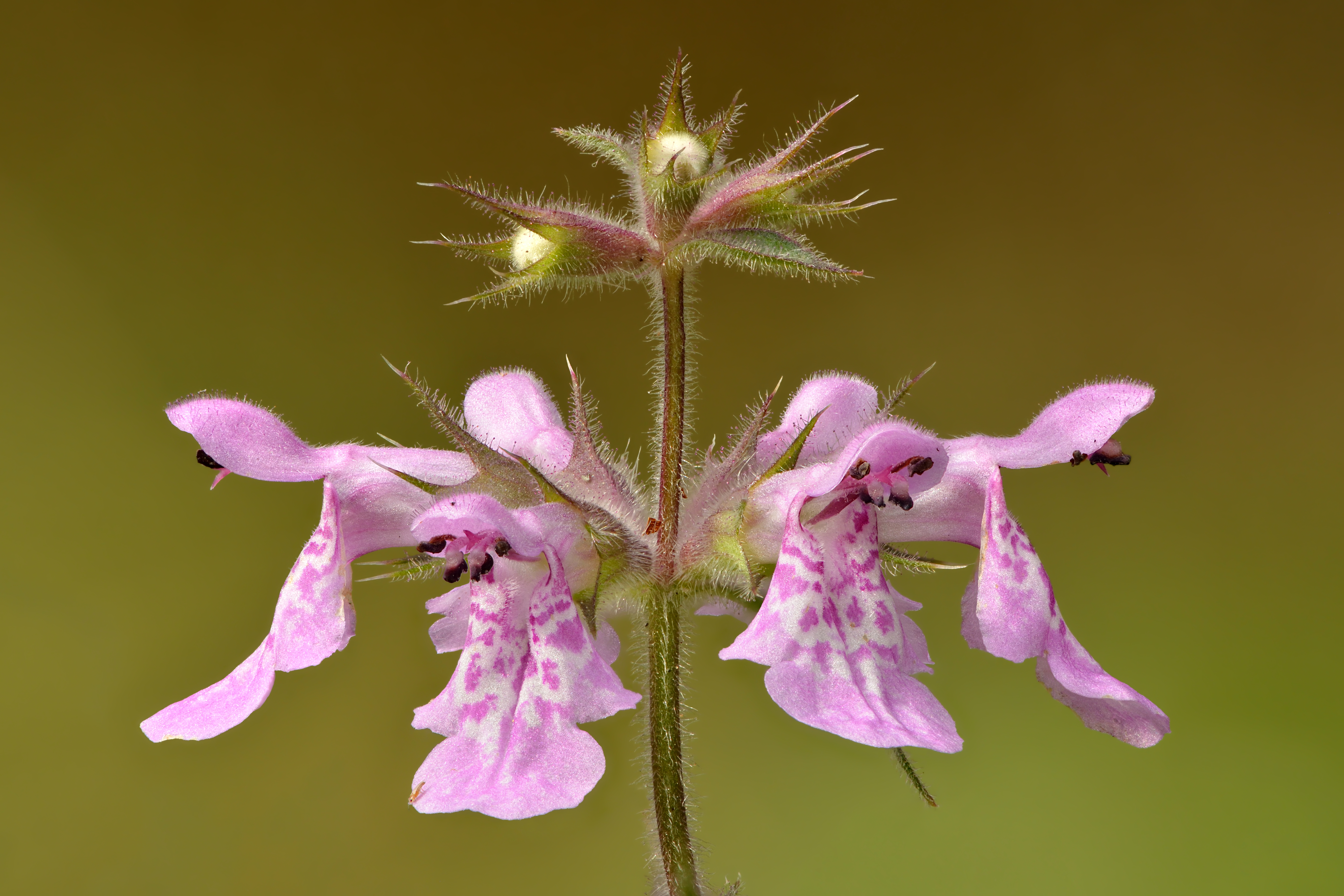
Квіти чистецю болотяного

Має довгі підземні пагони з білуватими бульбоподібно-здутими вкороченими меживузлями. Стебла від основи підведені, чотиригранні, ЗО— 150 см заввишки, прості або трохи розгалужені, вкриті здебільшого негустими, короткими і довгими волосками. Стеблові листки супротивні, видовженоланцетні, з коротким черешком або майже сидячі, при основі округлі або невиразносерцеподібні, з країв пилчасті або зарубчасто-пилчасті, на верхівці загострені, з обох боків бархатисто запушені м'якими волосками, іноді зверху майже голі, а зісподу розсіяно запушені по жилках, покривні листки суцвіття, а також часто і верхні стеблові сидячі, верхні покривні листки вкорочені, яйцеподібноланцетні, майже цілокраї. Квітки двостатеві, неправильні, утворюють 4 — 10-квіткові несправжні кільця, розсунуті в нижній і зближені у верхній частині загального колосоподібного суцвіття; чашечка трубчасто-дзвоникоподібна, запушена довгими відлеглими волосками, нерідко з домішкою коротеньких залозних, з майже однаковими трикутно-ланцетними, закінченими коротеньким голим вістрям зубцями, не коротшими за її трубочку; віночок червоно-фіолетовий, зовні коротковолосистий з домішкою залозних волосків, двогубий, з суцільною, трохи опуклою верхньою губою і трилопатевою спідньою, середня лопать якої округло-трикутна і вкрита темними плямочками. Плід складається з чотирьох однонасінних горішкоподібних часток. Цвіте з червня до серпня.

## Поширення
Чистець болотяний росте по всій Україні на луках і болотах, по берегах водойм і як бур'ян у посівах, на парових полях і городах, особливо по вологих місцях.

## Заготівля і зберігання
Для виготовлення ліків використовують траву чистецю (Herba Stachydis palustris), яку заготовляють в період цвітіння рослини. Зібрану сировину сушать, розстеливши тонт ким шаром на папері чи тканині під укриттям на вільному повітрі або в приміщенні, що добре провітрюється. Готову сировину зберігають у добре закритих банках або бляшанках. Рослина неофіцинальна.

## Хімічний склад
Трава чистецю містить бетаїнові сполуки, дубильні речовини, ефірну олію, органічні кислоти, вітамін С (132 мг%) та ін.

## Практичне використання

### Фармакологічні властивості
Галенові препарати чистецю знижують артеріальний тиск, заспокійливо діють на центральну нервову систему, регулюють менструації, посилюють скорочення матки, підвищують секрецію жовчі, діють як протизапальний засіб. У народній медицині настойку, рідше настій трави чистецю дають усередину при гіпертонічній хворобі, серцево-судинній недостатності, церебральних інсультах, істеричних припадках, епілепсії, порушенні менструацій та при маткових кровотечах різної етіології. Зовнішньо настій трави чистецю використовують для полоскань при ангіні, обмивань і компресів при ранах, виразках і шкірних хворобах.

### У харчуванні
На Кавказі м'ясисте коріння використовують як спаржу або капусту, смажать замість картоплі, маринують. В Абхазії з варених бульб чистцю готують овочеві салати, додаючи для смаку різні спеції, олію, сіль. Бульби тут заготовляють на зиму й зберігають у холодному сухому приміщенні.